# Seznam chráněných území v okrese Levoča
Toto je seznam chráněných území v okrese Levoča aktuální k roku 2017, ve kterém jsou uvedena chráněná území v oblasti okresu Levoča.
| Kód | Obrázek                     | Typ | Název                       | Rozloha (ha) | Galerie Commons                                                      | Popis území | Souřadnice                       |
| --- | --------------------------- | --- | --------------------------- | ------------ | -------------------------------------------------------------------- | ----------- | -------------------------------- |
| 523 | Dreveník                    | NPR | Dreveník                    | 101,8186     | Kategorie „Dreveník“ na Wikimedia Commons                            |             | 48°59′3″ s. š., 20°46′21″ v. d.  |
| 538 |                             | PR  | Hájik                       | 4,1800       |                                                                      |             |                                  |
| 574 |                             | PP  | Jazerec                     | 0,3100       |                                                                      |             |                                  |
| 621 |                             | PR  | Na bani                     | 7,8500       |                                                                      |             |                                  |
| 630 |                             | PP  | Ostrá hora                  | 29,3240      |                                                                      |             |                                  |
| 575 |                             | PP  | Pažitské jazierko           | 0,1101       |                                                                      |             |                                  |
| 643 |                             | PP  | Podhorské                   | 0,4585       |                                                                      |             |                                  |
| 657 | Rajtopíky                   | NPR | Rajtopíky                   | 119,6700     | Kategorie „Rajtopíky (national nature reserve)“ na Wikimedia Commons |             | 48°59′39″ s. š., 20°51′30″ v. d. |
| 670 | Sivá Brada                  | NPR | Sivá Brada                  | 19,5472      | Kategorie „Sivá Brada“ na Wikimedia Commons                          |             | 49°0′21″ s. š., 20°43′11″ v. d.  |
| 694 | Travertínová kopa Sobotisko | PP  | Travertínová kopa Sobotisko | 13,3200      |                                                                      |             | 48°59′55″ s. š., 20°47′14″ v. d. |
| 724 |                             | PP  | Zlatá brázda                | 1,6160       |                                                                      |             |                                  |